# حسن بلبل
حسن بلبل (بالفارسية: حسن بلبل) هي قرية تقع في قسم قلندرآباد الريفي في إيران. يقدر عدد سكانها بـ 123 نسمة بحسب إحصاء 2016.